# Leptomithrax
Leptomithrax is een geslacht van kreeftachtigen uit de klasse van de Malacostraca (hogere kreeftachtigen).

## Soorten
- Leptomithrax australis (Jacquinot, in Jacquinot & Lucas, 1853)
- Leptomithrax bifidus (Ortmann, 1893)
- Leptomithrax depressus Richer de Forges, 1993
- Leptomithrax edwardsii (De Haan, 1835)
- Leptomithrax eldredgei Richer de Forges & Ng, 2015
- Leptomithrax gaimardii (H. Milne Edwards, 1834)
- Leptomithrax garricki Griffin, 1966
- Leptomithrax globifer Rathbun, 1918
- Leptomithrax longimanus (Miers, 1876)
- Leptomithrax longipes (G. M. Thomson, 1902)
- Leptomithrax mortenseni Bennett, 1964
- Leptomithrax sinensis Rathbun, 1916
- Leptomithrax sternocostulatus (H. Milne Edwards, 1851)
- Leptomithrax tuberculatus Whitelegge, 1900
- Leptomithrax waitei (Whitelegge, 1900)